# Келуй
Келуй (рум. Călui) — село у повіті Олт в Румунії. Входить до складу комуни Келуй.
Село розташоване на відстані 161 км на захід від Бухареста, 24 км на захід від Слатіни, 24 км на північний схід від Крайови.

## Населення
За даними перепису населення 2002 року у селі проживала 1071 особа, усі — румуни. Усі жителі села рідною мовою назвали румунську.